# Pascal Dusapin

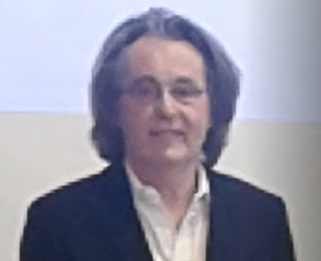
Pascal Dusapin

Pascal Dusapin (Nancy, 29 mei 1955) is een Frans componist van eigentijdse klassieke muziek.
Dusapin componeert in uiteenlopende genres, van kamermuziek in solistische, instrumentale, vocale en gemengde bezettingen, tot werk voor groot symfonische orkest, koorwerken, een 'operatorium' en zes opera's.
Hij werkt in Parijs.

## Opera's
- Roméo et Juliette
- Medea, naar Heiner Müller, 1992
- To Be Sung, op teksten van Gertrude Stein
- Perela, Uomo di fumo, naar de roman van Aldo Palazzeschi (2003)
- Faustus. The Last Night, naar Christopher Marlowe (2006)
- Passion (2008)
- Penthesilea (première: 31 maart 2015 in de Koninklijke Muntschouwburg, in regie van Pierre Audi en met decors van Berlinde De Bruyckere)
- Macbeth Underworld

## Kamermuziek
- Trio Rombach

- Bibliothèque nationale de France: cb13893539z (data)
- CiNii: DA12317671
- Gemeinsame Normdatei: 119525631
- International Standard Name Identifier: 0000 0001 2103 9893
- Library of Congress Control Number: n81024448
- Nationale Bibliotheek van Letland: 000045756
- MusicBrainz: a0bde59a-3ef4-4f81-8b2e-49e15f18f162
- Bibliotheek van het Japanse parlement: 01186967
- Nationale Bibliotheek van Tsjechië: mub2015872345
- Nationale Bibliotheek van Israël: 987007260677005171
- Nederlandse Thesaurus van Auteursnamen: 096200561
- SNAC: w6fj338b
- Système universitaire de documentation: 03068062X
- Virtual International Authority File: 116748256
- WorldCat: E39PBJpYBjmM3ptYgvW6QrPWjC